# Riflessi di luce
Riflessi di luce è un film erotico-drammatico del 1988 diretto da Mario Bianchi e interpretato da Pamela Prati e Gabriele Tinti.

## Trama
Federico Prandi, noto compositore, vedovo, dopo un grave incidente è rimasto paralizzato e può muoversi solo su una sedia a rotelle. Vive in una graziosa villa di periferia accudito dalla segretaria Giorgia, dalla nuova compagna Marta e dal proprio figlio Marcello, un ventenne alquanto viziato. Ben presto questi ultimi due inizieranno una relazione amorosa; ma Marta, che è bisessuale, si lega anche a Giorgia.

## Produzione

### Riprese
Il film è stato girato in Friuli-Venezia Giulia, nella città di Udine e, per ciò che riguarda le scene principali, a Talmassons, nella frazione di Flambro, nella casa tuttora di proprietà della famiglia dell'ex calciatore Annibale Frossi.

## Distribuzione
Il film, in Italia, fu inizialmente vietato ai minori di 18 anni con il visto n. 83228 della censura del 13 gennaio 1988. Successivamente con il visto di revisione n. 84223 del 17 febbraio 1989 il divieto di visione fu stabilito per i minori degli anni 14.